# NGC 928
NGC 928 ist eine ringförmige Spiralgalaxie vom Hubble-Typ (R)Sa im Sternbild Widder auf der Ekliptik. Sie ist schätzungsweise 233 Millionen Lichtjahre von der Milchstraße entfernt und hat einen Durchmesser von etwa 50.000 Lj.

Im selben Himmelsareal befinden sich u. a. die Galaxien NGC 904, NGC 915, NGC 916, NGC 919.
Das Objekt wurde am 5. September 1864 von Albert Marth entdeckt.